# Pericrocotus cantonensis
El minivet de Swinhoe (Pericrocotus cantonensis) es una especie de ave paseriforme de la familia Campephagidae que vive en el Extremo Oriente.

## Distribución y hábitat
Se encuentra en el sureste de China, Indochina y el norte de la península malaya. Sus hábitats naturales son tanto los bosques de regiones templadas como las selvas tropicales húmedas.